# Droits LGBT en Somalie

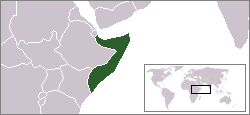
Localisation de la Somalie.

Les personnes lesbiennes, gays, bisexuelles et transgenres (LGBT) en Somalie font face à des difficultés légales que ne connaissent pas les résidents non-LGBT.

## Législation sur l'homosexualité
Les « activités homosexuelles » sont passibles de la peine de mort.

## Transidentité
Sumaya Dalmar est l'une des premières personnes somaliennes à s'identifier publiquement comme LGBT et transgenre.

## Tableau récapitulatif
| Dépénalisation de l’homosexualité                                                   | Non |
| Majorité sexuelle identique à celle des hétérosexuels                               | Non |
| Interdiction des discours de haine contre les LGBT                                  | Non |
| Interdiction de la discrimination liée à l'orientation sexuelle à l'embauche        | Non |
| Interdiction de la discrimination liée à l'identité de genre dans tous les domaines | Non |
| Mariage civil ou partenariat civil                                                  | Non |
| Adoption conjointe dans les couples de personnes de même sexe                       | Non |
| Adoption par les personnes homosexuelles célibataires                               | Non |
| Droit pour les gays de servir dans l’armée                                          | Non |
| Droit de changer légalement de genre (après stérilisation)                          | Non |
| Gestation pour autrui pour les gays                                                 | Non |
| Accès aux FIV pour les lesbiennes                                                   | Non |
| Autorisation du don de sang pour les HSH                                            | Non |